# Хантетелько
Хантетелько (ісп. Jantetelco) — селище і адміністративний центр однойменного муніципалітету в мексиканському штаті Морелос. Чисельність населення, за даними перепису 2010 року, становила 4645 осіб.

## Загальні відомості
Назва Jantetelco походить з мови науатль і її можна перекласти як купа цегли.